# Челевець (Шмарєшкі Топлиці)
Челевець (словен. Čelevec) — поселення в общині Шмарєшкі Топлиці, регіон Південно-Східна Словенія, Словенія.